# 戦艦大和 (テレビドラマ)
『戦艦大和』（せんかんやまと）は、フジテレビ系で1990年8月10日に放送されたテレビドラマ。

## 概要
本作品は、元々は劇場用超大作映画として企画されたが、諸般の事情により映画版の製作は中止され、3時間テレビドラマとして製作・放送されたものである。

## スタッフ
- 企画：酒井彰（フジテレビ）
- プロデューサー：津島平吉
- 原作：吉田満「戦艦大和ノ最期」より「吉田満著作集」文芸春秋刊 角川文庫／講談社
- 脚本：日高真也、市川崑
- 撮影：五十畑幸勇
- 照明：下村一夫
- 美術：秋森直美
- 調音：大橋鉄矢
- 録音：斉藤禎一
- 映像：宮本太一
- 編集：長田千鶴子
- VE：赤松比呂志
- オンライン編集：秋山朋芳
- 助監督：久保裕
- 制作担当：福島聡司
- 制作管理：中尾成雄
- プロデューサー補：本間英行
- 音楽：谷川賢作 マーラー作曲 交響曲「五番」より
- 合成：三瓶一信
- 視覚効果：宮重道久
- 作画：石井義雄
- 効果：斉藤昌利
- スチール：橋山直己
- 記録：坂本希代子
- 大道具：市村文雄
- 組付：笠原良樹
- 装飾：佐々木大三郎
- 電飾：稲垣秀男
- 衣裳：千代田圭介
- メイク：米山みき
- 結髪：沼田和子
- 演技事務：松本清孝
- 特殊機械：宮川光男
- タイトル：デン・フィルム-エフェクト
- 車輌：富士映画
- 広報：笠井渉三（フジテレビ）
- 擬斗：美山晋八
- 資料調査：武田和
- 軍事指導：小林昌信
- 資料協力：阿久根巌、原勝洋、海上保安庁、エリアル、NHK、テレビ東京
- 企画協力：アトリエ21
- 協力：東通、IMAGICA、東宝スタジオ、京都衣裳、高津映画装飾、東宝映画美術
- 演出：市川崑
- 制作：フジテレビ、東宝株式会社

## 出演

### 大和乗組
学徒動員
- 吉岡満雄少尉：中井貴一
- 中原孝一少尉：近藤真彦
- 乾少尉：仲村トオル
- 金田少尉：山口粧太
- 車崎少尉：宇治川理斉

海兵出身
- 臼見磐大尉：川野太郎
- 遊佐中尉：村田雄浩
- 大道寺中尉：尾沢優司
- 小野中尉：松原一馬
- 保木本中尉：今井雅之

第二艦隊司令部
- 伊藤整一中将（第二艦隊司令長官）：仲代達矢
- 森下信衛少将（同参謀長）：石坂浩二

大和司令部
- 有賀幸作大佐（大和艦長）：上條恒彦
- 能村次郎大佐（同副長）：前田吟
- 雨宮源次郎軍医少佐：伊東四朗
- 高井秀雄少佐：美木良介

ほか乗員
- 片平電測兵曹：所ジョージ
- 尾形少年兵：大沢健
- 永妻晃
- 保木本竜也
- 清末裕之
- 小山力也
- 井上博一
- 新井つねひろ

### 連合艦隊
- 豊田副武大将（連合艦隊司令長官）：若山富三郎
- 及川古志郎大将（軍令部総長）：加藤武
- 小沢治三郎中将（軍令部次長）：神山繁
- 神重徳大佐（連合艦隊参謀）：根津甚八

### 鹿屋基地
- 宇垣纏中将（第五航空艦隊司令長官）：菅原文太
- 伊藤叡中尉（伊藤整一中将の息子）：宍戸開

### 民間人
- 吉岡謙蔵（吉岡満雄少尉の父）：橋爪功
- 吉岡良子（同・母）：岩本多代
- 中原うめ（中原孝一少尉の母）：森光子（特別出演）

### その他
- 河内浩
- 河田裕幸
- 坂井田和義
- 川井康弘
- 山本隆仁
- 吉竹範裕
- 赤坂義裕
- 川崎博範
- 中山弘幸
- 岡田茂
- 間信博
- 西村直人
- 中田誠
- 進藤喜彦
- 本田康司
- 秋吉博和
- 郷森徹
- 広瀬進一郎
- 尚谷つよし
- 小林一師
- 田辺年秋
- 大江徹
- 佐藤太三夫
- 目崎豊
- 津田卓也
- 玉井聡
- 薬袋高久
- 吉成秋治
- 今井壮生
- 川岸賢一
- 狩野修平
- 西田正
- 藤沢勇希
- 平田洋介
- 白熊真晃
- 山田公男
- 長沢武司
- 武井情
- 武田大
- 木村真
- 竹神昌央
- ナレーション：露木茂

## 備考
吉岡満雄と中原うめが墓参りをするラストシーンのBGMは、実際の放送版とビデオ販売されたソフト版では曲が差し替えられており、別の曲になっている。放送版では映画『連合艦隊』の未使用カットや特撮場面が使用されていたが、ソフトでは記録映像に差し替えられている。
合成を担当した三瓶一信は大和のCGも担当し、「正面から見た大和は1本の線に見える」という市川の要望を受けるが、正面からの描写が画面に収まらず苦戦していた。これに対して作画の石井義雄は、広角レンズで映したようにマストなどをカーブさせることを提案し、これを完成させるが、今後合成はやりたくないと思うほどの苦労であったことを述懐している。